# Budkovce

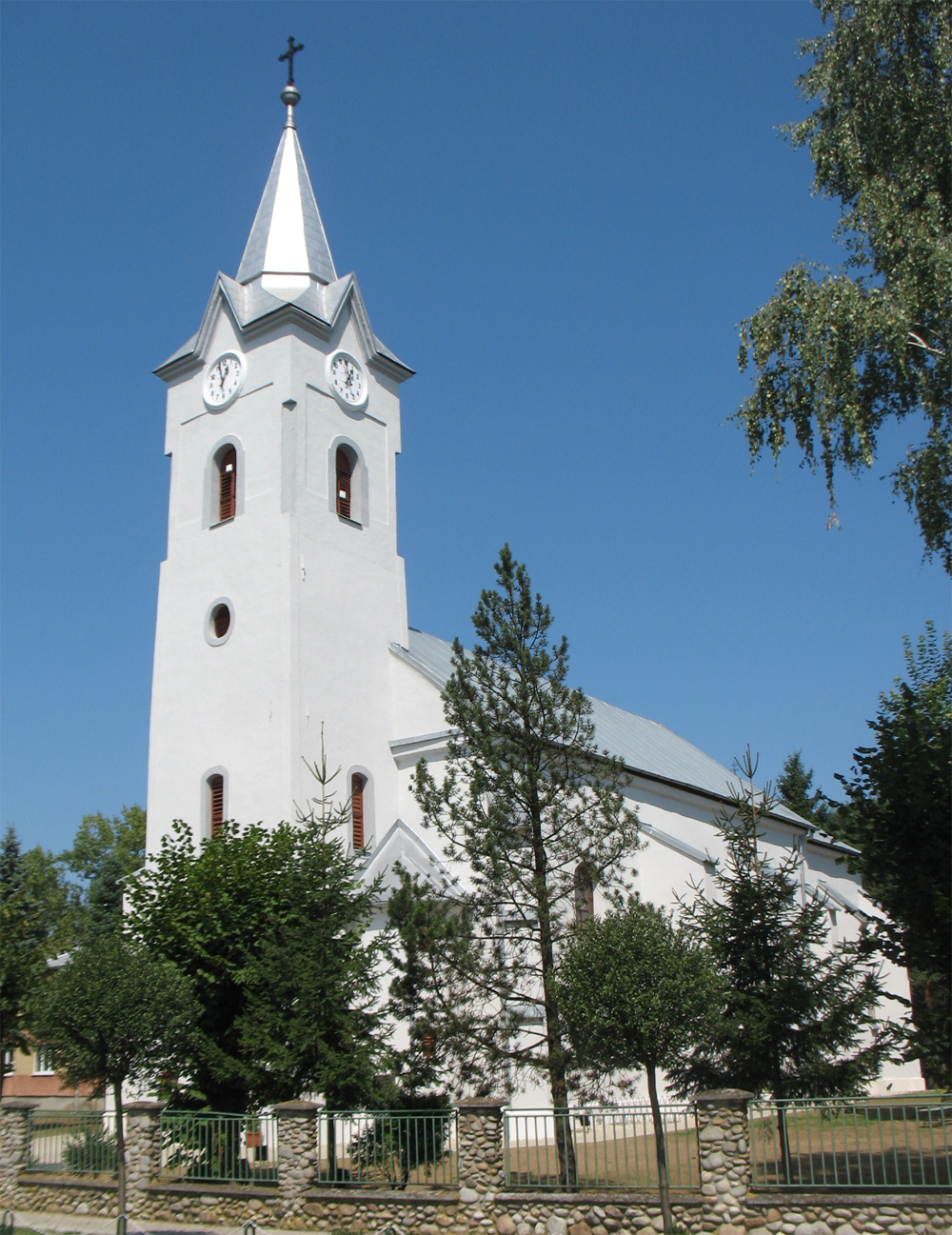
Budkovce

Budkovce (Hongaars: Butka) is een Slowaakse gemeente in de regio Košice, en maakt deel uit van het district Michalovce.
Budkovce telt 1.509 inwoners.